# Zahoransky

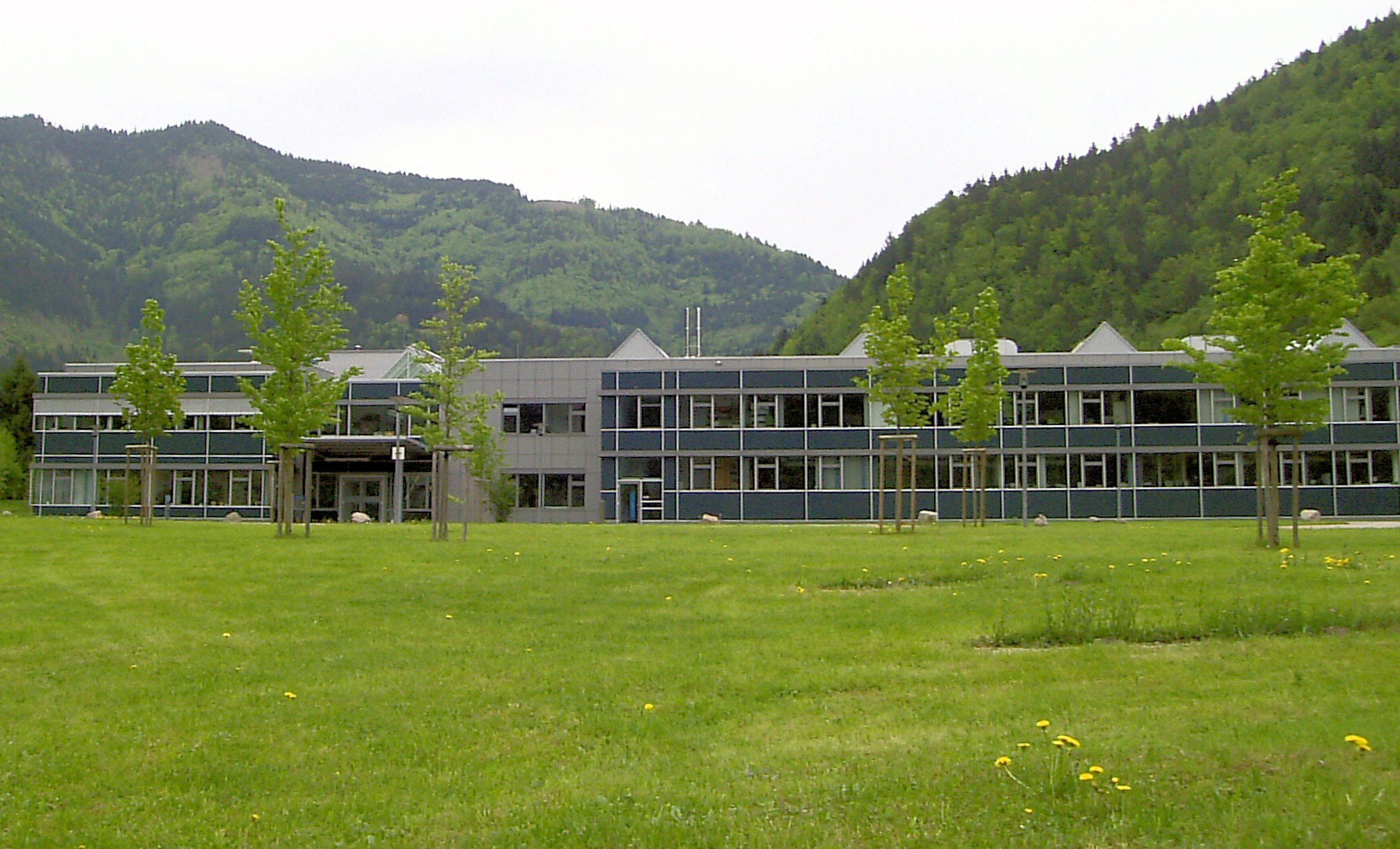
Zentrale in Todtnau-Geschwend

Die Zahoransky AG mit Hauptsitz in Todtnau-Geschwend, Baden-Württemberg, ist ein Hersteller von Spritzgießwerkzeugen, Blisterverpackungsmaschinen, Produktionsanlagen für Zahnbürsten, Maschinen zur Herstellung von Bürsten und Besen sowie Mascara- und Interdentalbürsten-Maschinen. Sie gehört zu den führenden Unternehmen der Bürstenmaschinenbranche. Die Zahoransky Group beschäftigte 2025 etwa 690 Mitarbeiter an weltweit acht Servicestandorten. Im Jahr 2023 betrug der Umsatz 92,7 Millionen Euro.

## Geschichte
Das mittelständische Familienunternehmen wurde 1902 von Anton Zahoransky (1875–1951) in Todtnau gegründet und stellte Stopfmaschinen für die Bürstenmacherei her. 1909 entwickelte man die ersten kombinierten Bohr- und Stopfautomaten. Nach dem Ersten Weltkrieg wurde 1922 die erste Niederlassung in Freiburg-Lehen gegründet, acht Jahre später eine weitere in der Nähe von Straßburg. 1935 entstanden für die Bürstenproduktion erste automatische Abschermaschinen.
Nach dem Zweiten Weltkrieg wurde eine Niederlassung in Müllheim eröffnet und die Produktion wieder aufgenommen. 1952, im Jahr nach dem Tod des Firmengründers, entstand mit der ersten Zwillingsfertigungsanlage für Zahnbürsten das heutige Kerngeschäftsfeld. 1959 wurde der promovierte Maschinenbauingenieur Heinz Zahoransky (1928–2024), ein Sohn des Unternehmensgründers, neuer Geschäftsführer und gehörte bis 2005 dem Vorstand an. 1965 begann der Einstieg in die Spritzgießtechnik, 1969 baute man die erste automatische Maschine für Flaschenbürsten und 1971 die erste vollautomatische Zwillingsmaschine (einlegen, bohren, stopfen, abscheren). Zwei Jahre später übernahm man mit der Firma ESTO einen Maschinenbauer für Flaschenbürsten. Ebenfalls 1973 stellte Zahoransky auf der ersten Interbrossa 50 Maschinen aus und hatte 315 Mitarbeiter.
Die erste Verpackungsmaschine wurde 1978 gebaut, 1980 die erste Kompaktanlage mit CNC-Kontrolle zur Zahnbürstenproduktion und 1983 eine vollautomatische Zahnbürstenanlage mit angeschlossener Blisterverpackung. 1991 wurden der Formen- und Werkzeugbau in eigene Gesellschaften ausgegliedert und ab 2002 Auslandstöchter außerhalb Europas gegründet. Seit 1995 wird das Unternehmen in dritter Generation vom Wirtschaftsingenieur Ulrich Zahoransky (* 1954) geleitet.
Zahoransky etablierte sich als Weltmarktführer im Bereich Formen- und Werkzeugbau für die Zahnbürstenindustrie. Rund 80 Prozent der Zahnbürstenwerkzeuge weltweit stammen von Zahoransky. 2013 wurde weltweit jede zweite Zahnbürste auf Maschinen von Zahoransky hergestellt.

## Beteiligungen
- Zahoransky Automation & Molds GmbH in Freiburg im Breisgau
- Zahoransky S.A. Unipersonal, Logroño (Spanien), seit 1972
- Zahoransky Moulds and Machines Pvt. Ltd., Coimbatore, Indien, seit 2002
- Zahoransky Asia Ltd., Hongkong, seit 2004[8]
- Zahoransky USA Inc., West Chicago, Illinois, seit 2006
- Zahoransky Asia Ltd., Shanghai, China, seit 2008
- Zahoransky LTD., Kobe, Japan, seit 2012
- Zahoransky do Brasil Comércio de Máquinas Ltda., São Paulo, Brasilien

Die Zahoransky AG und Zahoransky Automation & Molds GmbH sind Mitglied im Wirtschaftsverband Industrieller Unternehmen Baden.

## Auszeichnungen
2011 und 2012 wurde Zahoransky von Procter & Gamble als Business Partner of the Year ausgezeichnet – dies gelang nur vier aus 75.000 Lieferanten.
Im Februar 2007 wurde Seniorchef Heinz Zahoransky für sein Lebenswerk mit dem Bundesverdienstkreuz am Bande geehrt und im selben Jahr erhielt er von der nordspanischen autonomen Region Rioja das Landesverdienstkreuz. Am 7. November 2012 wurde Zahoransky die Wirtschaftsmedaille des Landes Baden-Württemberg verliehen. Ebenfalls 2012 erhielt Zahoransky den erstmals vergebenen Entrepreneurpreis der Stadt Freiburg im Breisgau in der Kategorie Messen, da er mit der Interbrush, der weltweiten Leitmesse der Bürstenindustrie, die erste internationale Messe nach Freiburg geholt habe. Seit 2005 ist er Ehrenbürger von Todtnau. Nach dem Unternehmensgründer ist in Todtnau die Anton-Zahoransky-Straße benannt, wo die Zentrale der Gruppe ihren Sitz hat.